# DDR-Oberliga 1975/76 (Badminton)
Die DDR-Oberliga im Badminton war in der Saison 1975/76 die höchste Mannschaftsspielklasse der in der DDR Federball genannten Sportart. Es war die 17. Austragung dieser Mannschaftsmeisterschaft.

## Ergebnisse
Fortschritt Tröbitz – Einheit Greifswald 1:10
15. November 1975 Greifswald
1. MX: Joachim Schimpke / Christine Ober – Edgar Michalowski / Christine Zierath 17:15 14:18 7:15
2. MX: Roland Riese / Carmen Ober – Erfried Michalowsky / Angela Michalowski 11:15 3:15
1. HD: Joachim Schimpke / Roland Riese – Edgar Michalowski / Klaus Müller 15:11 17:14
2. HD: Harald Richter / Manfred Kaulisch – Erfried Michalowsky / Hans-Peter Apler 1:15 7:15
1. HE: Joachim Schimpke – Edgar Michalowski 10:15 7:15
2. HE: Roland Riese – Erfried Michalowsky 15:13 3:15 12:15
3. HE: Harald Richter – Klaus Müller 15:12 5:15 13:15
4. HE: Manfred Kaulisch – Norbert Michalowsky 7:15 5:15
1. DE: Christine Ober – Angela Michalowski 0:11 3:11
2. DE: Carmen Ober – Ilona Michalowsky 8:11 2:11
1. DD: Christine Ober / Carmen Ober – Angela Michalowsky / Christine Zierath 5:15 10:15
Fortschritt Tröbitz – SG Gittersee 3:8
15. November 1975 Greifswald
1. MX: Joachim Schimpke / Christine Ober – Claus Cassens / Monika Cassens 4:15 4:15
2. MX: Roland Riese / Carmen Ober – Klaus Renner / Angelika Neubert 15:7 3:15 15:13
1. HD: Joachim Schimpke / Roland Riese – Claus Cassens / Dieter Krompaß 15:11 11:15 9:15
2. HD: Harald Richter / Manfred Kaulisch – Klaus Renner / Bernd Behrens 5:15 8:15
1. HE: Joachim Schimpke – Claus Cassens 15:7 15:11
2. HE: Roland Riese – Peter Uhlig 15:8 5:15 15:1
3. HE: Harald Richter – Klaus Renner 15:9 9:15 10:15
4. HE: Manfred Kaulisch – Dieter Krompaß 6:15 0:15
1. DE: Christine Ober – Monika Cassens 4:11 5:11
2. DE: Carmen Ober – Jutta Behrens 8:11 9:11
1. DD: Christine Ober / Carmen Ober – Monika Cassens / Jutta Behrens 8:15 14:15
Fortschritt Tröbitz – DHfK Leipzig 5:6
16. November 1975 Greifswald
1. MX: Joachim Schimpke / Christine Ober – Jürgen Richter / Christel Sommer 9:15 11:15
2. MX: Roland Riese / Carmen Ober – Matthias Röder / Beate Herbst 15:5 15:7
1. HD: Joachim Schimpke / Roland Riese – Wolfgang Böttcher / Jürgen Richter 15:6 15:7
2. HD: Harald Richter / Manfred Kaulisch – Gerd Pigola / Volker Herbst15 7:15
1. HE: Joachim Schimpke – Wolfgang Böttcher 15:7 15:0
2. HE: Roland Riese – Gerd Pigola 15:0 15:3
3. HE: Harald Richter – Jürgen Richter 12:15 15:4 15:6
4. HE: Manfred Kaulisch – Matthias Röder 1:15 0:15
1. DE: Christine Ober – Christel Sommer 7:11 1:11
2. DE: Carmen Ober – Beate Herbst 11:6 11:12 1:11
1. DD: Christine Ober / Carmen Ober – Christel Sommer / Beate Herbst 6:15 12:15
Fortschritt Tröbitz – SG Gittersee 5:6
29. November 1975 Tröbitz
1. MX: Joachim Schimpke / Christine Ober – Claus Cassens / Jutta Behrens 15:5 9:15 15:10
2. MX: Roland Riese / Carmen Ober – Klaus Renner / Monika Cassens 11:15 15:7 12:15
1. HD: Joachim Schimpke / Roland Riese – Claus Cassens / Dieter Krompaß 15:2 15:1
2. HD: Werner Michael / Harald Richter – Klaus Renner / Bernd Behrens 11:15 9:15
1. HE: Joachim Schimpke – Claus Cassens 15:4 15:3
2. HE: Roland Riese – Peter Uhlig 14:17 15:9 15:2
3. HE: Harald Richter – Klaus Renner 15:10 15:5
4. HE: Werner Michael – Bernd Behrens 0:15 5:15
1. DE: Christine Ober – Monika Cassens 0:11 6:11
2. DE: Carmen Ober – Jutta Behrens 9:11 3:11
1. DD: Christine Ober / Carmen Ober – Monika Cassens / Jutta Behrens 15:18 7:15
Fortschritt Tröbitz – DHfK Leipzig 2:9
29. November 1975 Tröbitz
1. MX: Joachim Schimpke / Christine Ober – Jürgen Richter / Christel Sommer 15:9 14:17 13:18
2. MX: Roland Riese / Carmen Ober – Volker Herbst / Beate Herbst 15:11 9:15 10:15
1. HD: Joachim Schimpke / Roland Riese – Gerd Pigola / Matthias Röder 16:18 15:13 15:13
2. HD: Werner Michael / Harald Richter – Volker Herbst / Jürgen Richter 12:15 10:15
1. HE: Joachim Schimpke – Gerd Pigola 15:5 15:7
2. HE: Roland Riese – Jürgen Richter 1:15 2:15
3. HE: Harald Richter – Matthias Röder 1:15 17:14 1:15
4. HE: Werner Michael – Volker Herbst 9:15 6:15
1. DE: Christine Ober – Christel Sommer 11:4 4:11 6:11
2. DE: Carmen Ober – Beate Herbst 11:7 5:11 9:12
1. DD: Christine Ober / Carmen Ober – Beate Herbst / Christel Sommer 17:18 6:15
Fortschritt Tröbitz – Einheit Greifswald 4:7
30. November 1975 Tröbitz
1. MX: Joachim Schimpke / Christine Ober – Edgar Michalowski / Christine Zierath 3:15 10:15
2. MX: Roland Riese / Carmen Ober – Erfried Michalowsky / Renate Thurow 15:11 7:15 18:14
1. HD: Joachim Schimpke / Roland Riese – Edgar Michalowski / Erfried Michalowsky 6:15 4:15
2. HD: Werner Michael / Harald Richter – Klaus Müller / Norbert Michalowsky 12:15 8:15
1. HE: Joachim Schimpke – Edgar Michalowski 5:15 15:9 10:15
2. HE: Roland Riese – Erfried Michalowsky 9:15 11:15
3. HE: Harald Richter – Hans-Peter Apler 15:7 15:1
4. HE: Werner Michael – Norbert Michalowsky 15:9 15:6
1. DE: Christine Ober – Christine Zierath 5:11 4:11
2. DE: Carmen Ober – Renate Thurow 11:4 5:11 11:12
1. DD: Christine Ober / Carmen Ober – Christine Zierath / Renate Thurow 15:9 8:15 15:7
Fortschritt Tröbitz – DHfK Leipzig 4:7
20. Dezember 1975 Leipzig
1. MX: Joachim Schimpke / Christine Ober – Jürgen Richter / Christel Sommer 6:15 15:8 18:15
2. MX: Roland Riese / Carmen Ober – Volker Herbst / Beate Herbst 17:14 9:15 11:15
1. HD: Joachim Schimpke / Roland Riese – Gerd Pigola / Matthias Röder 18:15 17:18 8:15
2. HD: Werner Michael / Harald Richter – Volker Herbst / Jürgen Richter 11:15 15:6 10:15
1. HE: Joachim Schimpke – Gerd Pigola 15:12 15:9
2. HE: Roland Riese – Jürgen Richter 15:11 15:10
3. HE: Harald Richter – Matthias Röder 15:7 15:6
4. HE: Werner Michael – Volker Herbst 3:15 8:15
1. DE: Christine Ober – Christel Sommer 6:11 3:11
2. DE: Carmen Ober – Beate Herbst 3:11 4:11
1. DD: Christine Ober / Carmen Ober – Christel Sommer / Beate Herbst 16:17 12:15
Fortschritt Tröbitz – SG Gittersee 5:6
20. Dezember 1975 Leipzig
1. MX: Joachim Schimpke / Christine Ober – Claus Cassens / Monika Cassens 7:15 4:15
2. MX: Roland Riese / Carmen Ober – Bernd Behrens / Jutta Behrens 15:11 15:9
1. HD: Joachim Schimpke / Roland Riese – Claus Cassens / Dieter Krompaß 15:8 15:4
2. HD: Harald Richter / Werner Michael – Klaus Renner / Bernd Behrens 16:18 9:15
1. HE: Joachim Schimpke – Claus Cassens 6:15 15:10 15:8
2. HE: Roland Riese – Peter Uhlig 15:5 15:1
3. HE: Harald Richter – Klaus Renner 4:15 15:9 15:5
4. HE: Werner Michael – Dieter Krompaß 12:15 2:15
1. DE: Christine Ober – Monika Cassens 10:12 2:11
2. DE: Carmen Ober – Jutta Behrens 1:11 5:11
1. DD: Christine Ober / Carmen Ober – Monika Cassens / Jutta Behrens 5:15 5:15
Fortschritt Tröbitz – Einheit Greifswald 4:7
21. Dezember 1975 Leipzig
1. MX: Joachim Schimpke / Christine Ober – Edgar Michalowski / Renate Thurow 12:15 18:17 15:10
2. MX: Roland Riese / Carmen Ober – Erfried Michalowsky / Angela Michalowsky 13:15 2:15
1. HD: Joachim Schimpke / Roland Riese – Edgar Michalowski / Erfried Michalowsky 6:15 13:15
2. HD: Harald Richter / Werner Michael – Klaus Müller / Norbert Michalowsky 15:12 12:15 5:15
1. HE: Joachim Schimpke – Edgar Michalowski 11:15 13:18
2. HE: Roland Riese – Erfried Michalowsky 15:12 18:13
3. HE: Harald Richter – Klaus Müller 12:15 15:3 15:12
4. HE: Werner Michael – Uwe Kämmer 15:10 18:13
1. DE: Christine Ober – Angela Michalowski 7:11 9:11
2. DE: Carmen Ober – Christine Zierath 1:11 2:11
1. DD: Christine Ober / Carmen Ober – Angela Michalowski / Christine Zierath 10:15 7:15
Fortschritt Tröbitz – Einheit Greifswald 1:10
23. Januar 1976 Dresden
1. MX: Joachim Schimpke / Christine Ober – Edgar Michalowski / Christine Zierath 10:15 18:17 5:15
2. MX: Roland Riese / Carmen Ober – Klaus Müller / Angela Michalowsky 7:15 1:15
1. HD: Joachim Schimpke / Roland Riese – Edgar Michalowski / Jürgen Brösel 13:18 8:15
2. HD: Harald Richter / Gerd Wendt – Klaus Müller / Norbert Michalowsky 11:15 12:15
1. HE: Joachim Schimpke – Edgar Michalowski 11:15 15:8 7:15
2. HE: Roland Riese – Klaus Müller 10:15 9:15
3. HE: Harald Richter – Jürgen Brösel 16:18 18:15 15:9
4. HE: Gerd Wendt – Norbert Michalowsky 9:15 3:15
1. DE: Christine Ober – Angela Michalowsky 1:11 4:11
2. DE: Carmen Ober – Christine Zierath 5:11 2:11
1. DD: Christine Ober / Carmen Ober – Angela Michalowsky / Christine Zierath 5:15 3:15
Fortschritt Tröbitz – DHfK Leipzig 2:9
24. Januar 1976 Dresden
1. MX: Joachim Schimpke / Christine Ober – Gerd Pigola / Volker Herbst 12:15 4:15
2. MX: Roland Riese / Carmen Ober – Volker Herbst / Christel Sommer 15:7 11:15 10:15
1. HD: Joachim Schimpke / Roland Riese – Jürgen Richter / Wolfgang Böttcher 10:15 15:9 9:15
2. HD: Harald Richter / Gerd Wendt – Gerd Pigola / Matthias Röder 10:15 12:15
1. HE: Joachim Schimpke – Wolfgang Böttcher 9:15 10:15
2. HE: Roland Riese – Gerd Pigola 15:2 15:5
3. HE: Harald Richter – Jürgen Richter 15:12 15:12
4. HE: Gerd Wendt – Matthias Röder 14:17 3:15
1. DE: Christine Ober – Christel Sommer 6:11 9:11
2. DE: Carmen Ober – Beate Herbst 2:11 8:11
1. DD: Christine Ober / Carmen Ober – Christel Sommer / Beate Herbst 3:15 1:15
Fortschritt Tröbitz – SG Gittersee 5:6
24. Januar 1976 Dresden
1. MX: Joachim Schimpke / Christine Ober – Claus Cassens / Monika Cassens 8:15 3:15
2. MX: Roland Riese / Carmen Ober – Bernd Behrens / Jutta Behrens 5:15 8:15
1. HD: Joachim Schimpke / Roland Riese – Claus Cassens / Deter Krompaß 9:15 15:10 15:12
2. HD: Harald Richter / Gerd Wendt – Bernd Behrens / Klaus Renner 15:5 3:15 8:15
1. HE: Joachim Schimpke – Claus Cassens 15:1 9:15 15:6
2. HE: Roland Riese – Peter Uhlig 15:3 15:8
3. HE: Harald Richter – Klaus Renner 15:6 15:0
4. HE: Gerd Wendt – Dieter Krompaß 13:15 3:15
1. DE: Christine Ober – Monika Cassens 6:11 9:12
2. DE: Carmen Ober – Jutta Behrens 11:8 10:12 11:5
1. DD: Carmen Ober / Christine Ober – Monika Cassens / Jutta Behrens 12:15 8:15

## Relegation
Fortschritt Tröbitz – Aktivist Niederwürschnitz 5:6
27. März 1976 Niederwürschnitz
1. MX: Joachim Schimpke / Christine Ober – Wolfgang Pasler / Heike Günther 15:7 15:7
2. MX: Roland Riese / Carmen Ober – Frank Mothes / Astrit Schreiber 5:15 14:17
1. HD: Joachim Schimpke / Harald Richter – Peter Güttler / Frank Buschmann 15:5 15:5
2. HD: Roland Riese / Werner Michael – Wolfgang Pasler / Frank Mothes 13:15 12:15
1. HE: Joachim Schimpke – Peter Güttler 14:18 15:3 15:1
2. HE: Roland Riese – Wolfgang Pasler 15:3 13:18 10:15
3. HE: Harald Richter – Frank Mothes 15:11 15:8
4. HE: Werner Michael – Frank Buschmann 15:10 6:16 9:15
1. DE: Christine Ober – Astrit Schreiber 9:11 1:11
2. DE: Carmen Ober – Heike Günther 11:6 11:7
1. DD: Carmen Ober / Christine Ober – Astrit Schreiber / Heike Günther 15:7 15:7
Fortschritt Tröbitz – Aktivist Niederwürschnitz 9:2
15. Mai 1976 Tröbitz
1. MX: Joachim Schimpke / Christine Ober – Wolfgang Pasler / Ute Bernhardt 15:6 15:18
2. MX: Roland Riese / Carmen Ober – Frank Mothes / Astrit Schreiber 15:7 15:11
1. HD: Joachim Schimpke / Harald Richter – Peter Güttler / Dieter Theiner 15:3 15:8
2. HD: Roland Riese / Gottfried Seemann – Wolfgang Pasler / Frank Mothes 15:12 15:7
1. HE: Joachim Schimpke – Peter Güttler 15:2 15:4
2. HE: Roland Riese – Wolfgang Pasler 15:0 15:3
3. HE: Harald Richter – Frank Mothes 15:7 15:3
4. HE: Gottfried Seemann – Frank Buschmann 15:4 15:4
1. DE: Christine Ober – Astrit Schreiber 10:12 9:12
2. DE: Carmen Ober – Ute Bernhardt 11:12 11:1 11:12
1. DD: Christine Ober / Carmen Ober – Astrit Schreiber / Heike Günther 15:5 13:15 15:3

## Endstand
| Platz | Mannschaft |
| ----- | --- |
| 1.    | Einheit Greifswald (Edgar Michalowski, Erfried Michalowsky, Hans-Peter Apler, Klaus Müller, Uwe Kämmer, Norbert Michalowsky, Jürgen Brösel, Angela Michalowski, Christine Zierath, Renate Thurow, Ilona Michalowsky) |
| 2.    | HSG DHfK Leipzig (Wolfgang Böttcher, Gerd Pigola, Jürgen Richter, Volker Herbst, Matthias Röder, Manfred Blauhut, Christel Sommer, Beate Herbst)                                                                     |
| 3.    | SG Gittersee (Claus Cassens, Peter Uhlig, Klaus Renner, Dieter Krompaß, Bernd Behrens, Jutta Behrens, Monika Cassens, Angelika Neubert)                                                                              |
| 4.    | Fortschritt Tröbitz (Joachim Schimpke, Roland Riese, Harald Richter, Manfred Kaulisch, Werner Michael, Gerd Wendt, Gottfried Seemann, Christine Ober, Carmen Ober)                                                   |